# Andrzej Siemieniewski
Andrzej Siemieniewski (ur. 8 sierpnia 1957 we Wrocławiu) – polski duchowny rzymskokatolicki, profesor nauk teologicznych, biskup pomocniczy wrocławski w latach 2006–2021, biskup diecezjalny legnicki od 2021.

## Życiorys
Urodził się 8 sierpnia 1957 we Wrocławiu. Jego matką była chemiczka Teresa Siemieniewska. Egzamin dojrzałości zdał w II Liceum Ogólnokształcącym we Wrocławiu. W 1976 podjął studia na Wydziale Podstawowych Problemów Techniki Politechniki Wrocławskiej. Przerwał je w 1979 i wstąpił do Metropolitalnego Wyższego Seminarium Duchownego we Wrocławiu. Święceń prezbiteratu udzielił mu 1 czerwca 1985 w archikatedrze wrocławskiej kardynał Henryk Gulbinowicz, arcybiskup metropolita wrocławski. W tym samym roku uzyskał magisterium z teologii. W latach 1987–1991 odbył studia teologiczne na Papieskim Uniwersytecie Świętego Tomasza z Akwinu w Rzymie, które ukończył ze stopniem doktora teologii w zakresie teologii duchowości. W 1998 na podstawie rozprawy Ewangelikalna duchowość nowego narodzenia a tradycja katolicka uzyskał na Papieskim Wydziale Teologicznym we Wrocławiu stopień doktora habilitowanego nauk teologicznych w zakresie teologii duchowości. W 2004 otrzymał tytuł profesora nauk teologicznych.
W latach 1985–1987 pracował jako wikariusz w parafii św. Stanisława w Świdnicy. Po studiach w Rzymie był również duszpasterzem we Włoszech w parafii Forli. W 1994 został asystentem kościelnym wspólnoty „Hallelu Jah” we Wrocławiu, należącej do Ruchu Odnowy w Duchu Świętym. W 2004 objął urząd wikariusza biskupiego ds. stałej formacji kapłanów. Został członkiem rady kapłańskiej. W 2005 otrzymał godność kapelana Jego Świątobliwości.
W latach 1991–1998 pełnił funkcję ojca duchownego wrocławskiego seminarium. W 1991 został zatrudniony na Papieskim Wydziale Teologicznym we Wrocławiu, początkowo na stanowisku adiunkta, w 2000 został profesorem nadzwyczajnym, a w 2004 profesorem zwyczajnym. W latach 1993–1995 był dyrektorem tamtejszej Biblioteki, a w 1997 został kierownikiem Katedry Teologii Duchowości. W latach 1998–2001 sprawował urząd prorektora uczelni. Pełnił funkcję koordynatora Wrocławskiego Festiwalu Nauki dla Papieskiego Wydziału Teologicznego.
5 stycznia 2006 papież Benedykt XVI mianował go biskupem pomocniczym archidiecezji wrocławskiej ze stolicą tytularną Theuzi. Święcenia biskupie otrzymał 11 lutego 2006 w archikatedrze św. Jana Chrzciciela we Wrocławiu. Udzielił mu ich arcybiskup metropolita wrocławski Marian Gołębiewski, któremu asystowali kardynał Henryk Gulbinowicz, emerytowany arcybiskup metropolita wrocławski, i Ignacy Dec, biskup diecezjalny świdnicki. Jako zawołanie biskupie przyjął słowa „Deus Caritas est” (Bóg jest Miłością). W archidiecezji objął urząd wikariusza generalnego. W 2012 został prepozytem kapituły archidiecezjalnej we Wrocławiu.
28 czerwca 2021 papież Franciszek przeniósł go na urząd biskupa diecezjalnego diecezji legnickiej. Diecezję objął kanoniczne 29 czerwca 2021, natomiast ingres do katedry Świętych Apostołów Piotra i Pawła w Legnicy odbył 20 września 2021.
W Konferencji Episkopatu Polski objął funkcje delegata ds. Federacji Bibliotek Kościelnych „Fides”, delegata ds. Ruchu Rodzin Nazaretańskich oraz delegata ds. Ogólnopolskiego Katolickiego Ruchu Wspólnota Świętego Szarbela, a także został członkiem Zespołu ds. Kontaktów z Polską Radą Ekumeniczną i Rady Naukowej.
W 2023 był współkonsekratorem podczas sakry biskupa pomocniczego legnickiego Piotra Wawrzynka.

## Książki
Autor książek poświęconych przede wszystkim teologii duchowości, a także stosunkowi Kościoła do nauki:
- Gli elementi della spiritualità sacerdotale nel pensiero di Hans von Balthasar (rozprawa doktorska), Rzym 1991.
- Ewangelikalna duchowość nowego narodzenia a tradycja katolicka (rozprawa habilitacyjna), Wrocław 1997, ISBN 83-905471-5-5.
- Między sektą, herezją a Odnową, Wrocław 1998, ISBN 83-908073-4-3.
- Na skale czy na piasku? Katolicy a Biblia, Wrocław 2000, ISBN 83-88555-55-3.
- Wiele ścieżek na różne szczyty: mistyka religii, Wrocław 2000, ISBN 83-86882-39-5.
- Ogień w Kościele, Wrocław 2001.
- Ochrzczeni w jednym Duchu. Perspektywy integracji mistycyzmu pentekostalnego z duchowością katolicką, Wrocław 2002, ISBN 83-87318-60-4.
- Dary duchowe w dawnych wiekach Kościoła, Wrocław 2005, ISBN 83-60370-02-8.
- Nowe narodzenie w dawnych wiekach Kościoła, Wrocław 2007, ISBN 978-83-60370-21-6.
- Ścieżką nauki do Boga, Warszawa 2009, ISBN 978-83-88747-47-2.
- Stwórca i ewolucja stworzenia, Warszawa 2011, ISBN 978-83-62268-81-8.
- Skąd się wziął świat? Historyczne lekcje duchowości scjentystycznej, Wrocław 2012, ISBN 978-83-7454-209-8.
- Chrześcijańska medytacja monologiczna, Wrocław 2013, ISBN 978-83-7454-255-5 (z Mirosławem Kiwką).
- Czyste i stałe źródło życia duchowego. Biblijne podstawy duchowości chrześcijańskiej, Wrocław 2014, ISBN 978-83-7454-267-8.
- Charyzmat Tymoteusza, Wrocław 2015, ISBN 978-83-7454-292-0.
- O doświadczeniu mistycznym i obecności Maryi, Zielonka 2023, ISBN 978-83-66020-56-6.